# 第3次佐藤内閣 (改造)
第3次佐藤改造内閣（だいさんじさとうかいぞうないかく）は、佐藤栄作が第63代内閣総理大臣に任命され、1971年（昭和46年）7月5日から1972年（昭和47年）7月7日まで続いた日本の内閣。
前の第3次佐藤内閣の改造内閣である。

## 概要
この第3次佐藤改造内閣は、佐藤栄作政権最後の改造人事となった。
この内閣でのトピックスとして、
1. 第1次ニクソン・ショックで、ニクソン大統領が中華人民共和国を翌年訪問することを突然発表した。
2. 第2次ニクソン・ショックによる、ブレトン・ウッズ体制の終了に伴うドル＝円の固定相場制（1ドル360円）が崩壊し、いったん変動相場制へ移行し、年末にスミソニアン協定を結び、再び固定相場制に戻り1ドル308円となった。
3. 昭和天皇・香淳皇后の欧州歴訪（日本の歴史上、初となる天皇の外遊）の実施：1971年（昭和46年）9月27日～10月14日。
4. 第11回冬季オリンピック札幌大会開催：1972年（昭和47年）2月3日～2月13日。
5. あさま山荘事件を始めとする、連合赤軍による一連のテロ・ゲリラ事件発生。
6. 「沖縄返還」：アメリカ合衆国から日本国への沖縄諸島及び大東諸島の施政権返還（沖縄返還協定の発効）の実現：1972年（昭和47年）5月15日

が挙げられる。
1972年（昭和47年）6月15日に内閣不信任決議が否決されたが、国会が終了した6月16日の翌日自民党両院議員総会で内閣総理大臣及び総裁を辞することを明らかにした。そして後任の総理総裁が田中角栄に決まった後の7月7日に内閣総辞職をした。
佐藤栄作は1970年（昭和45年）10月に自由民主党総裁選挙で四選されて、任期はこの年の10月で満了となる予定になっていた。前任の池田勇人から後継指名を受けて総理・総裁になった佐藤は、その間に福田赳夫に禅譲する心積もりであった。しかし自派から田中角栄が総裁選へ立候補する動きが活発となり、後継者を指名することなく、自ら成し遂げた沖縄返還を花道にして退陣した。

## 内閣の顔ぶれ・人事
所属政党・出身

  自由民主党   中央省庁

### 国務大臣
| 職名                                | 氏名       | 氏名 | 出身等                             | 特命事項等                                               | 備考                                                   |
| ----------------------------------- | ---------- | ---- | ---------------------------------- | -------------------------------------------------------- | ------------------------------------------------------ |
| 内閣総理大臣                        | 佐藤栄作   |      | 衆議院 自由民主党（佐藤派）        |                                                          | 自由民主党総裁                                         |
| 法務大臣                            | 前尾繁三郎 |      | 衆議院 自由民主党（大平派）        |                                                          |                                                        |
| 外務大臣                            | 福田赳夫   |      | 衆議院 自由民主党（福田派）        |                                                          |                                                        |
| 大蔵大臣                            | 水田三喜男 |      | 衆議院 自由民主党（船田派→水田派） |                                                          |                                                        |
| 文部大臣                            | 高見三郎   |      | 衆議院 自由民主党（大平派）        |                                                          | 初入閣                                                 |
| 厚生大臣                            | 斎藤昇     |      | 参議院 自由民主党（佐藤派）        |                                                          |                                                        |
| 農林大臣                            | 赤城宗徳   |      | 衆議院 自由民主党（椎名派）        |                                                          |                                                        |
| 通商産業大臣                        | 田中角栄   |      | 衆議院 自由民主党（佐藤派）        |                                                          |                                                        |
| 運輸大臣                            | 丹羽喬四郎 |      | 衆議院 自由民主党（大平派）        |                                                          | 初入閣                                                 |
| 郵政大臣                            | 広瀬正雄   |      | 衆議院 自由民主党（石井派）        |                                                          | 初入閣                                                 |
| 労働大臣                            | 原健三郎   |      | 衆議院 自由民主党（中曽根派）      |                                                          | 1972年（昭和47年）1月28日免                            |
| 労働大臣                            | 塚原俊郎   |      | 衆議院 自由民主党（佐藤派）        |                                                          | 1972年（昭和47年）1月28日任                            |
| 建設大臣                            | 西村英一   |      | 衆議院 自由民主党（佐藤派）        | 近畿圏整備長官 中部圏開発整備長官 首都圏整備委員会委員長 |                                                        |
| 自治大臣 北海道開発庁長官           | 渡海元三郎 |      | 衆議院 自由民主党（福田派）        |                                                          | 初入閣                                                 |
| 内閣官房長官                        | 竹下登     |      | 衆議院 自由民主党（佐藤派）        |                                                          | 初入閣                                                 |
| 総理府総務庁長官                    | 山中貞則   |      | 衆議院 自由民主党（中曽根派）      |                                                          | 再任                                                   |
| 沖縄開発庁長官                      | 山中貞則   |      | 衆議院 自由民主党                  |                                                          | 1972年（昭和47年）5月15日設置                          |
| 国家公安委員会委員長 行政管理庁長官 | 中村寅太   |      | 衆議院 自由民主党（三木派）        |                                                          |                                                        |
| 防衛庁長官                          | 増原惠吉   |      | 参議院 自由民主党（佐藤派）        |                                                          | 1971年（昭和46年）8月2日免                             |
| 防衛庁長官                          | 西村直己   |      | 衆議院 自由民主党（佐藤派）        |                                                          | 1971年（昭和46年）8月2日任 1971年（昭和46年）12月3日免 |
| 防衛庁長官                          | 江﨑真澄   |      | 衆議院 自由民主党（藤山派→水田派） |                                                          | 1971年（昭和46年）12月3日任                            |
| 経済企画庁長官                      | 木村俊夫   |      | 衆議院 自由民主党（佐藤派）        |                                                          |                                                        |
| 科学技術庁長官                      | 平泉渉     |      | 参議院 自由民主党（佐藤派）        |                                                          | 初入閣 1971年（昭和46年）11月16日免                    |
| 科学技術庁長官                      | 木内四郎   |      | 参議院 自由民主党（佐藤派）        |                                                          | 1971年（昭和46年）11月16日任                           |
| 環境庁長官                          | 大石武一   |      | 衆議院 自由民主党（中曽根派）      |                                                          | 初入閣                                                 |

### 内閣官房副長官・内閣法制局長官・総理府総務副長官
| 職名             | 氏名     | 出身等             | 備考     |
| ---------------- | -------- | ------------------ | -------- |
| 内閣官房副長官   | 三原朝雄 | 衆議院／自由民主党 | 政務担当 |
| 内閣官房副長官   | 小池欣一 | 官僚               | 事務担当 |
| 内閣法制局長官   | 高辻正己 | 官僚               |          |
| 総理府総務副長官 | 砂田重民 | 衆議院／自由民主党 | 政務担当 |
| 総理府総務副長官 | 栗山廉平 | 官僚               | 事務担当 |

### 政務次官
前内閣の政務次官が1971年（昭和46年）7月9日に退任し、同日付で新たな政務次官を任命した。
- 法務政務次官 - 村山達雄
- 外務政務次官 - 大西正男
- 大蔵政務次官 - 田中六助・船田譲（参）
- 文部政務次官 - 渡辺栄一
- 厚生政務次官 - 登坂重次郎
- 農林政務次官 - 伊藤宗一郎・佐藤隆（参）
- 通商産業政務次官 - 稲村佐近四郎・林田悠紀夫（参）
- 運輸政務次官 - 佐藤孝行
- 郵政政務次官 - 松山千恵子
- 労働政務次官 - 中山太郎
- 建設政務次官 - 藤尾正行
- 自治政務次官 - 小山省二
- 行政管理政務次官 - 岩動道行（参）
- 北海道開発政務次官 - 上田稔（参）
- 防衛政務次官 - 野呂恭一
- 経済企画政務次官 - 木部佳昭
- 科学技術政務次官 - 粟山ひで
- 環境政務次官 - 小澤太郎
- 沖縄開発政務次官 - 玉置和郎（参）:1972年（昭和47年）5月15日 -